# قوم زونی
قوم زونی (زونی: A:shiwi) نام یک گروه قومی است. این گروه قومی از سرخ‌پوستان ایالات متحده آمریکا و مردمان پوئبلو می‌باشند و بومی رودخانه زونی هستند. بیشتر این مردمان در پوبلوو، نیمکزیکو، در کنار رودخانه لیتل کلورادو، در غرب نیومکزیکو، ایالات متحده آمریکا سکنی دارند. زونی‌ها دسته ای از مردمان پوئبلو، و مردمان هوپی محسوب می‌شوند. در سال ۲۰۰۰ میلادی، جمعیت جهانی زونی‌ها در حدود ۱۰٬۲۲۷ نفر تخمین گردیده‌است. سابقه و تاریخ حضور این مردمان در ایالات متحده آمریکا و جهان به ۳٬۰۰۰ تا ۴٬۰۰۰ سال قبل بر می‌گردد. تقریباً مردمان زونی به همان شیوه نیاکان خود زندگی خود را می‌گذرانند. این مردمان برای آبیاری ذرت‌های زیر کشت خود از سیستم آبیاری قدیمی استفاده می‌کنند.